# Château de Brou (Noyant-de-Touraine)
 (mai 2016).
Si vous disposez d'ouvrages ou d'articles de référence ou si vous connaissez des sites web de qualité traitant du thème abordé ici, merci de compléter l'article en donnant les références utiles à sa vérifiabilité et en les liant à la section « Notes et références ».
Pour les articles homonymes, voir château de Brou et Brou (homonymie).
Le château de Brou est un château français situé dans la commune de Noyant-de-Touraine, dans le département d'Indre-et-Loire. Il date du XVe siècle. La superficie totale de la propriété est actuellement de 100 hectares).

## Histoire
Bâti en 1475 à Noyant-de-Touraine à l'initiative du Chevalier François de Gebert, Seigneur de Noyant et du Rivau, le château de Brou fut érigé à l'emplacement d'une forteresse du XIIIe siècle, appartenant à Guillaume de Chergé, dont il ne reste aujourd’hui plus qu’une tour cylindrique et les vestiges d’un mur d’enceinte.
il appartint ensuite : en 1571 à Jean de Gebert, maréchal de camp du roi, en 1680 à Gabriel de Gebert, trésorier de France en la généralité de Tours, en 1748 à Joseph François de Gebert, capitaine des grenadiers au 1er bataillon de Bourbonnais ; puis il passa à Antoine Armand Félix d’Absac, marquis de Mayac (1729-1787), capitaine au régiment de Penthièvre, qui avait épousé en 1746 Louise-Magdeleine de Gebert, fille d’André Gabriel Thomas de Gébert, grand prévôt des haut et bas Poitou ; cette dernière était donc veuve lorsqu’elle participa en 1789 à l’assemblée électorale de la noblesse de Touraine ; le frère d’Antoine d’Absac, Guillaume Joseph d’Absac (1731-1784) fut doyen de l’église de Tours de 1751 à 1774 puis évêque de Saint-Papoul (dans l’Aude). La famille de Gébert va en garder la possession jusqu'en 1813,.
Le 22 décembre 1860, Monsieur et madame Troncin-Mersan le rachetèrent à madame la marquise de Carbonnières, la Jaulnaye à Noyant. Le 9 septembre 1861 ils rachetèrent également une partie de la terre de Baugé qu'elle avait vendue le 23 janvier 1860. Ils y ajoutèrent également deux bâtiments contigus au bourg de Noyant le 23 octobre 1863. Reconstituant ainsi partiellement l'ancienne terre de Brou telle qu'elle figurait au XVe siècle. Deux ans plus tard, le 27 octobre 1865, ils aliénèrent le château de Brou à monsieur le marquis de Moges et à son épouse.
Le marquis de Moges et son épouse firent effectuer d'importantes restaurations entre 1866 à 1868 qui ont donné au château l'aspect qu'il a encore de nos jours. Selon les bâtiments de France, ces restaurations l'ont certainement empêché d'être au moins inscrit à l'Inventaire Supplémentaire des Monuments Historiques.
Madame la marquise de Moges mourut à Brou le 29 mai 1900 et son époux le 11 février 1903. Avec lui, s'éteignait le dernier descendant en ligne masculine de cette ancienne famille.
À l'initiative de l'abbé Brault, curé de Noyant, mademoiselle Ida des Acres de l'Aigle, décida avec madame de Chézelles, d'en faire un orphelinat à vocation horticole. Ainsi naquit vers 1906, l'Œuvre des petits jardiniers de Brou. Furent alors construits de nouveaux bâtiments abritant le dortoir, le réfectoire, une cuisine et une salle de cours.
Au cours de la Première Guerre mondiale, le château devint une annexe de l'hôpital de Sainte-Maure-de-Touraine avec mademoiselle de l'Aigle comme infirmière en chef.
Vieillie et ruinée mademoiselle Ida des Acres de l'Aigle cède le château le 30 juin 1950 à la société Les Amis des Jeunes ayant pour objet la création, le développement et le soutien de toutes œuvres de formation professionnelle, morale et familiale ou ménagère.
Les sœurs de la congrégation des « Dominicaines » qui vivaient avec mademoiselle Ida des Acres de l'Aigle  poursuivirent la vie à Brou et c’est ainsi que le domaine de Brou devint une Maison Familiale jusqu’en 1996, date à laquelle les sœurs décidèrent de mettre le Château en vente.
En 1997 les nouveaux propriétaires, décident de lui redonner vie en l’ouvrant au public. La restauration complète du Château s’engage, sous la houlette d’un Maître d’œuvre passionné. Les entreprises, exclusivement régionales, allient compétence et motivation des ouvriers et compagnons, tailleurs de pierre, peintres et décorateur, Maître verriers successeur de Lobin, et le célèbre éclairagiste Bidault.
En 1998 le château est alors devenu un hôtel restaurant, puis depuis 2016 un Domaine à la location pour des évènements (mariages, séminaires, etc.), des tournages, des séances photo, etc.